# Колонг, Иван Петрович
Иван Петрович де-Колонг (Жан-Александр-Генрих Клапье де-Колонг) (22 февраля [2 марта] 1839, Динабург Динабургского уезда Витебской губернии Российская империя (ныне Даугавпилс, Латвия) — 13 [26] мая 1901, Санкт-Петербург) — создатель теории о девиации компаса, специалист по морской навигации, член-корреспондент Петербургской АН (1896), генерал-майор (1893).

## Биография
Жан-Александр-Генрих Клапье де-Колонг родился 22 февраля (2 марта) 1839 в Динабурге в дворянской семье.
Окончил Морской корпус с производством 12 мая 1858 года в чин мичмана. 17 апреля 1863 года произведен в лейтенанты. 4 февраля 1864 года назначен помощником Кронштадтской компасной обсерватории. 27 марта 1866 года награжден орденом Св. Станислава III степени. 1 января 1873 года произведен в капитан-лейтенанты. В 1870-1895 годах преподавал в Николаевской морской академии. 18 июня 1879 года награжден орденом Св. Анны II степени. 15 мая 1883 года произведен в капитаны 2-го ранга.
С 1878 руководил компасным делом флота. 1 января 1890 года награжден орденом Св. Владимира III степени. 26 марта 1893 года произведен в чин генерал-майора корпуса флотских штурманов. 2 апреля 1895 года награжден орденом Св. Станислава I степени. С 1898 помощник начальника Главного гидрографического управления. Работавший одно время под началом Ивана Петровича А.Н. Крылов, очень тепло отзывался о де-Колонге в своих воспоминаниях. Иван Петрович де-Колонг — создатель теории девиации магнитного компаса. В 1875 году он сконструировал дефлектор — прибор для измерения и устранения девиации, а позже усовершенствовал своё изобретение.

## Память
В честь И. П. Колонга (де-Колонга) названы:
- бухта Де-Колонга (Карское море, Берег Харитона Лаптева, название присвоено не позже 1962 г.)[2];
- полуостров Де-Колонга (Карское море, Берег Харитона Лаптева, полуостров Заря, полуостров нанесён на карту в 1900 г. участниками Русской полярной экспедиции, тогда же было присвоено название)[2].

## Награды
За работы по девиации магнитного компаса И. П. де-Колонг в 1882 году был награждён Ломоносовской премией Академии Наук.

## Печатные Труды
- де-Колонг И. П. О новом приборе для уничтожения девиации компасов. СПБ, 1879
- де-Колонг И. П. Теория девиации. СПБ, 1892